# Ivan Slezyuk
Ivan Slezyuk (en ucraniano: Іва́н Слезю́к, 14 de enero de 1896, Zhyvachiv - 2 de diciembre de 1973, Ivano-Frankivsk) fue una figura religiosa, maestro y obispo clandestino de la Eparquía de Stanislaviv de la iglesia greco-católica ucraniana. Fue beatificado el 27 de junio de 2001.

## Biografía
Nació el 14 de enero de 1896 en el pueblo de Zhyvachiv en la región de Stanislaviv.
Se graduó del sexto grado del Kolomyia Gymnasium (1914), y después de graduarse del Seminario Teológico en 1923 fue ordenado sacerdote. En abril de 1945 recibió la autoridad episcopal del obispo Hryhoriy Khomyshyn en caso de que este último fuera arrestado. Fue detenido el 2 de junio de 1945 y el 12 de junio de 1946 el tribunal militar del Ministerio del Interior de Polonia de la región de Stanislavsky lo condenó a 10 años de prisión y traslado a los campos de Vorkutá, a donde llegó a principios de 1950. Liberado de prisión el 15 de noviembre de 1954, regresó a Ivano-Frankivsk. En 1962 fue detenido por segunda vez en 5 años en un campo de máxima seguridad.  Después de su liberación el 30 de noviembre de 1968, la KGB solía convocarlo para otra "entrevista". La última llamada fue dos semanas antes de su muerte. Cuando regresó de allí, se acostó y nunca se volvió a levantar.
Murió el 2 de diciembre de 1973 en Ivano-Frankivsk.

## Beatificación
La ceremonia de beatificación tuvo lugar el 27 de junio de 2001 en Lviv durante la Santa Liturgia de rito bizantino con la participación de Juan Pablo II.  El 29 de octubre de 2001, las reliquias del Beato Mártir Ivan Sleziuk fueron trasladadas a la Catedral greco-católica de la Santa Resurrección en Ivano-Frankivsk.